# Хантер, Дейл
Дейл Роберт Хантер (англ. Dale Robert Hunter; 31 июля 1960 Петролия, Онтарио, Канада) - канадский профессиональный хоккеист и бывший главный тренер команды Национальной хоккейной лиги «Вашингтон Кэпиталз». В настоящее время совладелец, президент и главный тренер, «Лондон Найтс» из Хоккейной лиги Онтарио (OHL). «Лондон Найтс» под его руководством дважды выигрывали Мемориальный кубок. Он родился в Петролии, Онтарио но вырос в соседнем (в 13 км) Ойл-Спрингс. Он средний из трех братьев Хантер. Старший брат Дэйв и младший брат Марк также играли в НХЛ.

## Карьера

### Квебек Нордикс
Он был выбран под общим 41-м номером командой «Квебек Нордикс» на драфте НХЛ 1979 года. Он начал свою карьеру в НХЛ годом позже, в 1980 году, и семь лет играл за «Нордикс».
По словам его бывшего тренера в «Квебек Нордикс» Мишеля Бержерона, хотя Хантера на льду прозвали «Неприятностью» (La Petite Peste по-французски), он был «скромный» в раздевалке и своего рода «джентльмен», близкий всем игрокам. Он был «идеальным игроком», всегда первым приходил на тренировку и был готов сделать все возможное для команды. Благодаря своей харизме Хантер был любимцем болельщиков как в Квебеке, так и в Вашингтоне. Его отъезд из Квебека рассматривался как очевидная «ошибка», связанная с будущим упадком команды.
В конце сезона 1986/87 Хантер был обменян в «Вашингтон Кэпиталз» вместе с Клинтом Маларчуком в обмен на двух игроков и выбор в первом раунде драфта 1987 года, который «Нордикс» затем использовал для выбора Джо Сакика.

### Вашингтон Кэпиталз
Хантер провел 12 сезонов за «Вашингтон Кэпиталз», будучи капитаном команды с 1994 по 1999 год.
В полуфинале дивизиона Патрика (в  сезоне 1993/94 году станет Атлантическим дивизионом) плей-офф 1988 года между «Кэпиталз» и «Филадельфия Флайерз» Хантер забил один из «самых больших голов в истории» «Кэпс». «Вашингтон» смог отыграться со счёта в серии 1-3 в пользу «Флайерз» и всё решалось в седьмом матче. Свой гол Хантер забил в овертайме на 5:57 после того как при выходе «один на один» переиграл вратаря Рона Хекстолла и принес «Вашингтону» победу со счетом 5–4.
В сезоне 1991/92 младший брат Марк ненадолго присоединился к Хантеру в «Кэпиталз», сыграв за клуб семь игр.
В полуфинале дивизиона Патрика 1993 года между «Кэпиталз» и «Нью-Йорк Айлендерс», Хантер стал лучшим снайпером команды в плей-офф, забив семь голов. Его выступление было омрачено потенциально опасной для карьеры атакой звезды «Айлендерс» Пьера Тюржона. Этот атака произошла после того, как Таржон перехватил ошибочный пас Хантера и впоследствии забил. Пока Тюржон праздновал, Хантер подъехал сзади и толкнул ничего не подозревающего Тюржона на борт, что привело к сотрясению мозга и разрыву акромиально-ключичного сочленения правого плеча. В результате инцидента Хантер был дисквалифицирован на 21 игру с начала сезона 1993/94 в рамках борьбы нового комиссара Гэри Беттмэна с жестокой игрой.
Он участвовал в Матче всех звезд НХЛ 1997 года.
Хантер преодолел барьер в 1000 очков в сезоне 1997/98, став рекордсменом НХЛ по самому большому количеству игр для достижения 1000 очков- 1308; рекорд держался до тех пор, пока Патрик Марло не побил его в своей 1349-й игре в сезоне 2015/16. Хантер является рекордсменом по количеству штрафных минут, среди игроков набравших 1000 и более очков.
В 1998 году он привел «Кэпиталз» с четвертым результатом регулярного чемпионата к их первому участию в финале Кубка Стэнли, победив «Бостон Брюинз», «Оттава Сенаторз» и «Баффало Сейбрз» в предыдущих раундах. В финале «Кэпиталз» проиграли «Детройт Ред Уингз», причем первые три игры были решены одним голом.
В марте 1999 года, в крайний срок обмена на сезон 1998/99, Хантера вернули в его первую команду, хотя с тех пор она переехала и была переименована в «Колорадо Эвеланш».

### Колорадо Эвеланш
Хантер закончил сезон 1998/99 с «Колорадо Эвеланш», преемником «Нордикс». Он помог команде выйти в финал Западной конференции того сезона, проиграв в семи играх будущему обладателю Кубка Стэнли «Даллас Старз». В этой команде он часто играл в одной тройке с двумя другими известными вредителями — Клодом Лемьё и Теореном Флёри.
Хантер закончил карьеру после плей-офф, отыграв 19 полных сезонов в НХЛ.

## После заверешния карьеры
Номер Хантера (№ 32) был выведен из обращения «Кэпиталз» 11 марта 2000 года. Во время церемонии «Кэпиталз» подарили Хантеру один из штрафных боксов из «Кэпитал центр» (бывшая домашняя арена «Кэпиталз»), символизирующую его исключительное количество штрафного времени.
В 2000 году Хантер и его брат Марк, также бывший игрок НХЛ, объединились с бывшим товарищем Дейла по команде «Нордикс» Бэзилом Макреем, чтобы купить «Лондон Найтс», выступавших в хоккейной лиги Онтарио. Дейл стал президентом и главным тренером команды. Он привел «Найтс» к Мемориальному кубку 2005 и 2016 годов. 1 января 2006 года братья Хантер были включены в новогодний список наград мэра 2006 года в области спорта Лондона (Онтарио). Старший брат Хантера Дэйв также является бывшим игроком НХЛ. Сын Дейла Дилан Хантер является помощником тренера «Найтс», а другой его сын, Такер играл за «Лондон Найтс», прежде чем продолжить свое образование в Университете Западного Онтарио.
28 ноября 2011 года Хантер ушел с поста главного тренера «Найтс», чтобы занять ту же должность в «Вашингтон Кэпиталз», сменив Брюса Будро. Его брат Марк занял пост тренера «Лондон Найтс». Ориентированная на защиту система Хантера вызвала некоторый конфликт со Александром Овечкиным, но она помогла «Кэпиталз» выйти в плей-офф, где они выбили действующих чемпионов Кубка Стэнли «Бостон Брюинз» в первом раунде, прежде чем их  победили «Нью-Йорк Рейнджерс» в седьмом матче. 14 мая 2012 года Хантер объявил, что не вернется, чтобы тренировать «Кэпиталз» в сезоне 2012/13, вместо этого решив вернуться в «Лондон Найтс».
14 мая 2019 года Федерация хоккея Канады назначила Хантера главным тренером молодёжной сборной Канады на чемпионате мира среди молодёжных команд 2020 года. Хантер привел команду к золотым медалям, одержав драматическую победу над Россией в финальной игре.

## Рекорды и скандалы
Хантер за карьеру набрал 3565 минут штрафа и занимает второе место по количеству штрафных минут в истории НХЛ после Дэйва «Тайгера» Уильямса (хотя Хантер сыграл 1407 игр против 962 игр Уильямса). Он также является рекордсменом НХЛ по количеству штрафных минут в плей-офф — 731. Хантер — единственный игрок НХЛ, когда-либо набравший более 1000 очков и набравший более 3000 минут штрафа (1020 очков и 3565 минут штрафа за 1407 игр НХЛ).
Он забил в овертайме за «Квебек» в пятом матче серии в первом раунде плей-офф 1982 года против «Монреаль Канадиенс», а в 1988 году забил в овертайме за «Вашингтон» в седьмом матче первого раунда серии против «Филадельфии Флайерз», что сделало Хантера первым игроком в истории НХЛ, забившим два решающих гола в овертайме в плей-офф.
В сентябре 2005 года Хантер был дисквалифицирован Хоккейной лигой Онтарио на четыре игры после того, как его игрок покинул скамейку запасных, чтобы начать драку в выставочной игре. Правила OHL гласят, что как игрок, так и тренер автоматически дисквалифицируются, если игрок покидает скамейку запасных, чтобы вступить в драку.
20 января 2006 года Хантер был дисквалифицирован на две игры, а его команда была оштрафована на 5000 долларов за оскорбление Хантером официальных лиц вне льда. В мае 2006 года OHL оштрафовала Хантера на 5000 долларов за критику официальных лиц после того, как «Найтс» проиграли серию финала плей-офф со счётом 0-4. В сентябре 2006 года Хантер был дисквалифицирован OHL на две игры после того, как нападающий Мэтт Дэвис покинул скамейку запасных, чтобы подраться во время игры.
В июле 2006 года Хантер был арестован и обвинен в вождении в нетрезвом виде. Обвинения были сняты, когда председательствующий судья постановил, что его права в соответствии с Канадской хартией прав и свобод были нарушены из-за незаконного задержания и отказа в праве на адвоката.

### Инцидент с Пьером Тюржоном
После инцидента новый комиссар НХЛ Гэри Беттмэн, ранее обещавший подавить насилие, дисквалифицировал Хантера на 21 игру с начала сезона 1993/94 — на тот момент это была самая продолжительная дисквалификация в истории лиги за инцидент на льду (с точки зрения пропущенных игр). Хотя в то время Хантер утверждал, что не осознавал, что Тюржон забил, годы спустя он наконец признал, что зашел слишком далеко.

## Статистика

### Карьера тренера
| Лига        | Команда            | Год         | Регулярный сезон | Регулярный сезон | Регулярный сезон | Регулярный сезон | Регулярный сезон | Регулярный сезон | Плей-офф             | Плей-офф                                   | Плей-офф                                   | |
| Лига        | Команда            | Год         | И                | В                | П                | Н                | OT               | Очки             | Место в дивизионе    | В                                          | П                                          | Результат |
| ----------- | ------------------ | ----------- | ---------------- | ---------------- | ---------------- | ---------------- | ---------------- | ---------------- | -------------------- | ------------------------------------------ | ------------------------------------------ | --- |
| OHL         | Лондон Найтс       | 2001/02     | 68               | 24               | 27               | 10               | 7                | 65               | 5-е в Западном       | 6                                          | 6                                          | Поражение в 1/4 финала КДРР |
| OHL         | Лондон Найтс       | 2002/03     | 68               | 31               | 27               | 7                | 3                | 72               | 2-е в Среднезападном | 7                                          | 7                                          | Поражение в 1/4 финала КДРР |
| OHL         | Лондон Найтс       | 2003/04     | 68               | 53               | 11               | 2                | 2                | 110              | 1-е в Среднезападном | 11                                         | 4                                          | Поражение в полуфинале КДРР |
| OHL         | Лондон Найтс       | 2004/05     | 68               | 59               | 7                | 2                | 0                | 120              | 1-е в Среднезападном | 20                                         | 2                                          | Победа в Мемориальном кубке |
| OHL         | Лондон Найтс       | 2005/06     | 68               | 49               | 15               | -                | 4                | 102              | 1-е в Среднезападном | 12                                         | 7                                          | Поражение в финале КДРР |
| OHL         | Лондон Найтс       | 2006/07     | 68               | 50               | 14               | -                | 4                | 104              | 1-е в Среднезападном | 9                                          | 7                                          | Поражение в полуфинале КДРР |
| OHL         | Лондон Найтс       | 2007/08     | 68               | 38               | 24               | -                | 6                | 82               | 2-е в Среднезападном | 1                                          | 4                                          | Поражение в 1/8 финала КДРР |
| OHL         | Лондон Найтс       | 2008/09     | 68               | 49               | 16               | -                | 3                | 101              | 1-е в Среднезападном | 9                                          | 5                                          | Поражение в полуфинале КДРР |
| OHL         | Лондон Найтс       | 2009/10     | 68               | 49               | 16               | -                | 3                | 101              | 1-е в Среднезападном | 7                                          | 5                                          | Поражение в 1/4 финала КДРР |
| OHL         | Лондон Найтс       | 2010/11     | 68               | 34               | 29               | -                | 5                | 73               | 5-е в Среднезападном | 2                                          | 4                                          | Поражение в 1/8 финала КДРР |
| OHL         | Лондон Найтс       | 2011/12     | 26               | 20               | 5                | -                | 1                | (99)             | 1-е в Среднезападном | В ходе сезона перешёл в Вашингтон Кэпиталз | В ходе сезона перешёл в Вашингтон Кэпиталз | В ходе сезона перешёл в Вашингтон Кэпиталз |
| НХЛ         | Вашингтон Кэпиталз | 2011/12     | 68               | 30               | 23               | -                | 7                | (92)             | 2-е Юго-восточном    | 7                                          | 7                                          | Поражение в 1/4 финала |
| OHL         | Лондон Найтс       | 2012/13     | 68               | 50               | 13               | -                | 5                | 105              | 1-е в Среднезападном | 19                                         | 9                                          | Победа в КДДР Поражение в полуфинале МК |
| OHL         | Лондон Найтс       | 2013/14     | 68               | 49               | 14               | -                | 5                | 103              | 3-е в Среднезападном | 5                                          | 7                                          | Поражение в 1/4 финала КДРР Поражение в квалификации МК (команда хозяйка, участвующая в квалификации в независимости от результатов плей-офф КДРР) |
| OHL         | Лондон Найтс       | 2014/15     | 68               | 40               | 24               | -                | 4                | 84               | 3-е в Среднезападном | 4                                          | 6                                          | Поражение в 1/4 финала КДРР |
| OHL         | Лондон Найтс       | 2015/16     | 68               | 51               | 14               | -                | 3                | 105              | 2-е в Среднезападном | 20                                         | 2                                          | Победа в Мемориальном кубке |
| OHL         | Лондон Найтс       | 2016/17     | 68               | 46               | 15               | -                | 7                | 99               | 3-е в Среднезападном | 7                                          | 7                                          | Поражение в 1/4 финала КДРР |
| OHL         | Лондон Найтс       | 2017/18     | 68               | 39               | 25               | -                | 4                | 82               | 3-е в Среднезападном | 0                                          | 4                                          | Поражение в 1/8 финала КДРР |
| OHL         | Лондон Найтс       | 2018/19     | 68               | 46               | 15               | -                | 7                | 99               | 1-е в Среднезападном | 7                                          | 4                                          | Поражение в 1/4 финала КДРР |
| OHL         | Лондон Найтс       | 2019/20     | 62               | 45               | 15               | -                | 2                | 92               | 1-е в Среднезападном | -                                          | -                                          | Плей-офф не проводился в связи с пандемией COVID-19                                                                                                |
| OHL         | Лондон Найтс       | 2021/22     | 68               | 39               | 22               | -                | 7                | 85               | 1-е в Среднезападном | 3                                          | 4                                          | Поражение в 1/8 финала КДРР |
| OHL         | Лондон Найтс       | 2022/23     | 68               | 45               | 21               | -                | 2                | 92               | 1-е в Среднезападном | 14                                         | 5                                          | Поражение в финале КДРР |
| OHL         | Лондон Найтс       | 2023/24     | 68               | 50               | 14               | -                | 4                | 104              | 1-е в Среднезападном | 19                                         | 3                                          | Победа в КДДР Поражение в финале МК |
| OHL         | Лондон Найтс       | 2024/25     | 68               | 55               | 11               | -                | 2                | 112              | 1-е в Среднезападном | 20                                         | 2                                          | Победа в Мемориальном кубке |
| Всего в НХЛ | Всего в НХЛ        | Всего в НХЛ | 60               | 30               | 23               | -                | 7                | 67               | -                    | 7                                          | 7                                          | - |

Примечания к таблице:
1. Победа в Мемориальном Кубке подразумевает победу в Кубке Джей Росса Робертсона
2. КДРР- Кубок Джей Росса Робертсона
3. МК- Мемориальный кубок